# Megapentes
Megapentes (en grec antic: Μεγαπένθης, 'Megapenthes') va ser un heroi, fill de Pretos, rei de Tirint, i d'Estenebea, que el rei havia tingut en l'època de la bogeria de les seves filles, les Prètides.
Segons les tradicions, era pare d'Anaxàgoras i d'Ifianira. Va regnar primer a Tirint, com a hereu del seu pare Pretos, però va canviar amb Perseu, a la mort d'Acrísios, el seu regne pel d'Argos.
Megapentes també va ser el nom d'un altre heroi, fill de Menelau, que havia tingut, en absència d'Helena, d'una captiva. Menelau el va casar al mateix temps que Hermíone, i li va donar per muller la filla d'Alèctor d'Esparta.
Per la seva condició de bastard, va ser exclòs com a pretendent al tron d'Esparta, que finalment va obtenir Orestes. Una altra tradició deia que a la mort de Menelau, i mentre Orestes vagava pel món perseguit per les Erínies, Megapentes i el seu germanastre Nicòstrat, fill de Menelau i Helena, havien expulsat Helena que es va refugiar a Rodes, al costat de Polixo.